# Västervik
Västervik es una ciudad situada en la comarca de Småland, en el condado de Kalmar. Es la cuarta área urbana más grande de Småland después de Kalmar, Växjö y Jönköping.

## Historia
El primer lugar con el nombre Västervik estaba ubicado en la parte más interna de Gamlebyviken, nombre anterior Västervik(en), donde se encuentra ahora el asentamiento Gamleby. En 1275, se hizo referencia a Västervik como "villa forensis" o ciudad comercial; no está claro cuánto tiempo existió esa ciudad en ese momento. La iglesia de Gamleby parece haber sido construida solo a fines del siglo XII o principios del XIII, pero tiene proporciones más grandes de lo habitual para una iglesia rural. Recién a partir de la década de 1360 comienza a haber documentación más rica sobre la ciudad, donde aparece que entonces hubo aquí un alcalde y un corregidor. Según todos los informes, la ciudad había experimentado entonces dificultades debido a la guerra. El castillo de Stegeholm probablemente se construyó para la defensa de la ciudad contra los ataques por mar aproximadamente al mismo tiempo. La mayoría de las granjas alrededor de la ciudad y también las casas de la ciudad pasaron a ser propiedad del poderoso Bo Jonsson (Grip), quien llegó a desempeñar un papel importante en el desarrollo de Västervik.
Según todos los informes, fue para proteger sus derechos contra la intrusión de los nobles y los albaceas testamentarios después de Bo Jonsson que Västervik en 1421 recurrió a Eric de Pomerania para que emitiera cartas de privilegio para la ciudad, las primeras de este tipo. que se han conservado. En 1433, Erik de Pomerania decidió que la ciudad debía trasladarse a su ubicación actual en la desembocadura de Gamlebyviken bajo la protección de Stegeholm, y el 27 de octubre de 1433 se emitieron cartas para la nueva ciudad en la tierra de Steglöt. En el documento, se dice que Västervik ya ha sido movida dos veces, no está claro cómo debe interpretarse eso, posiblemente el rey había emitido previamente una decisión sobre la reubicación que no fue obedecida. Se desconoce el motivo exacto de la mudanza. Es cierto que el movimiento los acercó al mar Báltico y facilitó la navegación por el Västerviken, pero el Västerviken hasta Gamleby era bastante profundo y no debería haber ningún problema para llevar barcos allí. Desde el punto de vista de la defensa, también parecería que la ciudad rápidamente quedó más expuesta al estar en el recinto de Stegeholm.
Ya en 1434, Stegeholm estaba bajo asedio en relación con la rebelión de Engelbrekt. Después de seis semanas se realizó un asalto fallido, tras lo cual se levantó el sitio. En 1436, el castillo fue sitiado nuevamente y solo después de la reunión de conciliación en Söderköping en 1436, Stegeholm fue entregado al lado nacional sueco. Durante este tiempo, cuando la ciudad pasó a estar bajo el control de las tropas sitiadoras, probablemente solo se habían erigido chozas en el nuevo sitio de la ciudad. El palacio de justicia todavía estaba en Gamleby, al igual que la iglesia. Aunque los privilegios de la ciudad vieja han terminado, muchos han optado por permanecer extraoficialmente. Solo hacia fines de la década de 1440 hay fuentes que indican que las funciones de la ciudad comenzaron a establecerse en el sitio de la nueva ciudad, y desde fines de la década de 1450 también hubo un vicario en "Ny-Västervik" lo que demuestra que la iglesia . En 1452, la flota danesa realizó una incursión de saqueo a lo largo de la costa este de Suecia y Västervik fue incendiada, por lo que la ciudad tuvo que ser reconstruida poco después de que comenzara la mudanza. Sin embargo, la iglesia, que entonces todavía estaba en construcción, parece haberse salvado. Desde que Christian I se convirtió en rey de Suecia en 1457, como compensación, recibió una nueva carta de privilegio emitida en 1458 en la que los residentes de Västervik recibieron una exención de impuestos de seis años.
El 11 de junio de 1523, Gustav Vasa aprobó temporalmente que los privilegios de "New-Västervik" fueran transferidos a Gamleby. Una renovación final de los privilegios esperaría hasta que él mismo pudiera visitar la ciudad. Ahora hubo un retraso, y después de insistir con los residentes de Västervik, Gustav Vasa optó en cambio en 1529 por simplemente confirmar los antiguos privilegios, lo que significaba que los recibía "New-Västervik" y no Gamleby. Debe haber despertado insatisfacción y en relación con el Dackefejden, los residentes de Västervik tomaron una postura ambivalente. Algunos de los granjeros de Tjust se unieron a unos pocos cuerpos del ejército campesino de Dacke que se trasladaron a la zona. La gente de Västervik debe haber prometido ayudar a Dacke con las entregas de pólvora tan pronto como su barco regresara de Alemania. Es difícil determinar qué se prometió para evitar un saqueo de la ciudad y qué se hizo en verdadera simpatía por la rebelión. Dado que Svante Sture con tropas leales al rey avanzó hacia la ciudad, se apresuraron a renunciar a toda asociación con Dacke, y los Västerviks fueron incluidos en una delegación donde se disculparon por todo el discurso incendiario y aseguró la voluntad de los vecinos de Tjust de participar en el aplastamiento de la rebelión. Pero Gustav Vasa desconfiaba mucho de los habitantes de Tjust, "especialmente de los de Västervik".
El 4 de julio de 1543, Gustav Vasa escribió una carta en la que otorgaba a varios residentes de Västervik el derecho de zarpar libremente a cualquier puerto alemán que quisieran, pero les prohibía regresar a Suecia. Solo recibirían permiso para visitar Kalmar. Al hacerlo, revocó por completo los privilegios de la ciudad de Västervik. Sin embargo, al año siguiente cambió de opinión. En cambio, ahora había decidido transferir a los burgueses de Eksjö cuyos privilegios revocó aquí. Parece que desde el principio tuvo la intención de hacer de Västervik un puerto de envío de madera. El 9 de febrero de 1547 emitió los primeros privilegios para "Ny-Västervik". Estos primeros privilegios contenían solo derechos para celebrar dos mercados libres al año, sin derechos de ciudad. No había ningún edificio en "New-Västervik" durante 30 años, y Gustav Vasa parece haber planeado que la ciudad sería reconstruida en Kapellbacken bajo la protección del castillo de Stegeholm, que se ampliaría hasta convertirse en una fortaleza moderna. Sin embargo, tal fortaleza nunca se construyó y la decisión sobre la ubicación no parece haber sido seguida, pero los ciudadanos parecen haber regresado principalmente a sus antiguas parcelas, especialmente si quedaban viejos cimientos o sótanos para usar. En 1548 se estableció un astillero real en la ciudad.
Durante el siglo XVII, Västervik recibió derechos básicos. A pesar de nuevos estragos daneses en 1612 y 1677, Västervik floreció como Stapelstad con una creciente exportación de hierro de los molinos en Tjust y madera aserrada de una montaña boscosa. En 1677, Västervik sufrió un incendio devastador, solo sobrevivieron la iglesia y la escuela. Desde entonces, la ciudad se ha librado de los principales incendios urbanos, aunque un incendio difícil de controlar que estalló en Jenny estuvo a punto de provocar un incendio en la ciudad en 1959 (!). Fue después del incendio de 1677 que se enderezó las calles y se encargó a Anders Olofsson Bergh que dibujara un plano de la ciudad. El plan de la ciudad, que se basa en un plan de cuadrícula, se completó en 1678 y es el plan de la ciudad más antiguo que se conserva. Durante el período de libertad , se establecieron varias fábricas y un nuevo giro, y la burguesía posteriormente tomó una fuerte impresión de la floreciente cultura del molino y el señorío en Tjust.
en el siglo XIX, se agregaron dos suburbios separados al sur del centro de la ciudad: Södra Malmen en la década de 1820 y Östra Malmen en 1853.
La construcción del ferrocarril a Hultsfred, Norsholm y Vimmerby 1879-1906 trajo una mayor actividad y población. Los ferrocarriles se construyeron calibre estrecho, lo que a la larga se volvió inhibidor. La ciudad se convirtió en sede del movimiento obrero, y durante la etapa final de la 1917-1918] se formaron consejos de trabajadores que tomaron el control de toda la ciudad. Astillero, molino de papel, pesca, fábrica de clavos, canteras de piedra, fábrica de fósforos, talleres mecánicos, etc. se convirtió en la base de la industria de la ciudad.
De 1863 a 1970, Västervik fue la sede del consejo del condado del norte del condado de Kalmar, cuya creación refleja una antigua contradicción entre Västervik y Kalmar como ciudades centrales para las partes norte y sur del condado.
En Västervik también había un antiguo hospital psiquiátrico ubicado en lo que hoy es Gertrudsvik.
En Västervik, se habla un dialecto que es muy similar a los dialectos que se hablan en Östergötland.

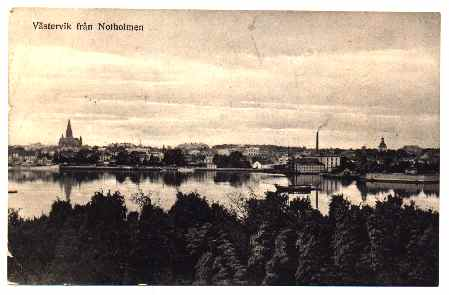
Västervik alrededor de 1900

## Clima

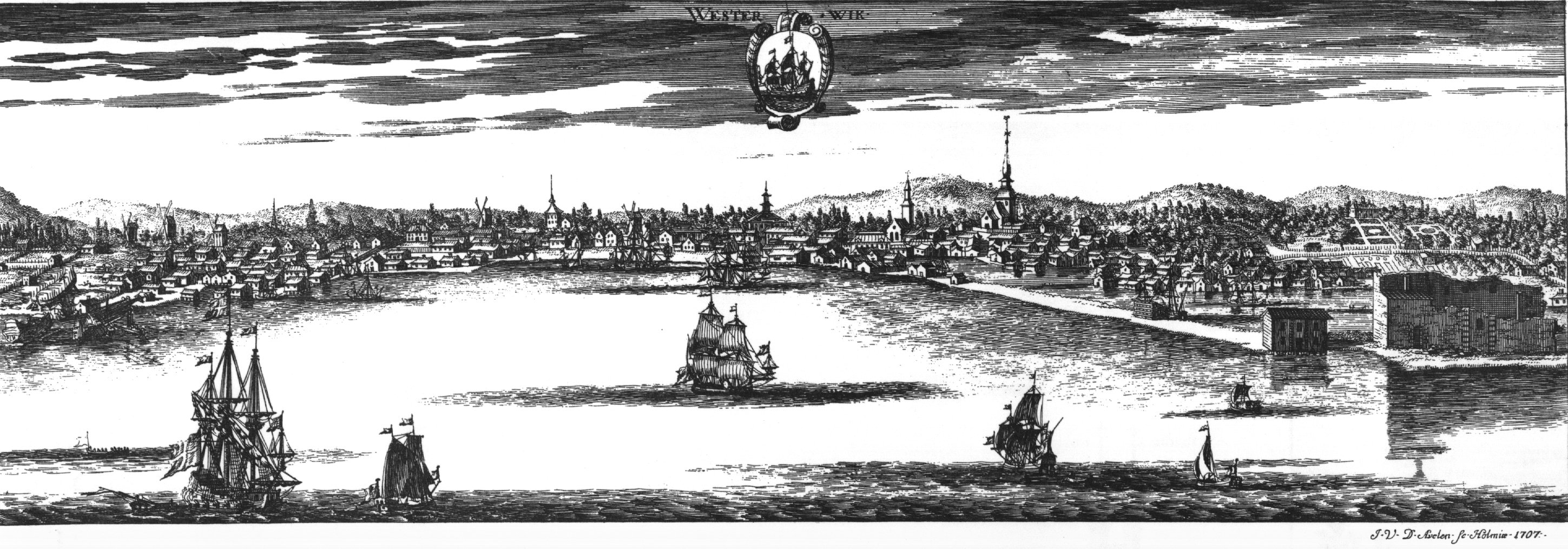
Västervik en Suecia Antiqua et Hodierna

Västervik tiene un tipo semicontinental del clima oceánico (Cfb) usando la isoterma de -3 °C, y un verdadero clima continental húmedo (Dfb) usando el 0 isoterma °C, con grandes diferencias entre estaciones. La principal estación meteorológica de la zona se encuentra en Gladhammar 10 kilómetros (6,2 mi) al oeste de Västervik. Es probable que las diferencias sean menores, ya que las precipitaciones normales están disponibles con mayor detalle para la estación de Västervik. Los mínimos de la noche pueden ser la mayor diferencia, debido a la posición costera de Västervik.
| Parámetros climáticos promedio de Gladhammar 2002-2016 para temperaturas; Västervik 1961-1990 para la precipitación | Parámetros climáticos promedio de Gladhammar 2002-2016 para temperaturas; Västervik 1961-1990 para la precipitación | Parámetros climáticos promedio de Gladhammar 2002-2016 para temperaturas; Västervik 1961-1990 para la precipitación | Parámetros climáticos promedio de Gladhammar 2002-2016 para temperaturas; Västervik 1961-1990 para la precipitación | Parámetros climáticos promedio de Gladhammar 2002-2016 para temperaturas; Västervik 1961-1990 para la precipitación | Parámetros climáticos promedio de Gladhammar 2002-2016 para temperaturas; Västervik 1961-1990 para la precipitación | Parámetros climáticos promedio de Gladhammar 2002-2016 para temperaturas; Västervik 1961-1990 para la precipitación | Parámetros climáticos promedio de Gladhammar 2002-2016 para temperaturas; Västervik 1961-1990 para la precipitación | Parámetros climáticos promedio de Gladhammar 2002-2016 para temperaturas; Västervik 1961-1990 para la precipitación | Parámetros climáticos promedio de Gladhammar 2002-2016 para temperaturas; Västervik 1961-1990 para la precipitación | Parámetros climáticos promedio de Gladhammar 2002-2016 para temperaturas; Västervik 1961-1990 para la precipitación | Parámetros climáticos promedio de Gladhammar 2002-2016 para temperaturas; Västervik 1961-1990 para la precipitación | Parámetros climáticos promedio de Gladhammar 2002-2016 para temperaturas; Västervik 1961-1990 para la precipitación | Parámetros climáticos promedio de Gladhammar 2002-2016 para temperaturas; Västervik 1961-1990 para la precipitación |
| Mes | Ene. | Feb. | Mar. | Abr. | May. | Jun. | Jul. | Ago. | Sep. | Oct. | Nov. | Dic. | Anual |
| --- | --- | --- | --- | --- | --- | --- | --- | --- | --- | --- | --- | --- | --- |
| Temp. máx. abs. (°C)                                                                                                | 12.1 | 16.5 | 21.8 | 26.8 | 29.0 | 33.2 | 34.0 | 33.6 | 28.3 | 24.0 | 15.4 | 13.6 | 34.0 |
| Temp. máx. media (°C)                                                                                               | 1.2 | 2.2 | 5.8 | 11.7 | 16.6 | 20.6 | 23.3 | 22.1 | 18.3 | 11.2 | 6.4 | 3.0 | 11.9 |
| Temp. media (°C) | -1.5 | -0.9 | 1.6 | 6.2 | 10.9 | 14.8 | 17.8 | 16.8 | 13.3 | 7.5 | 3.7 | 0.4 | 7.6 |
| Temp. mín. media (°C)                                                                                               | -4.1 | -4.0 | -2.6 | 0.7 | 5.1 | 9.0 | 12.3 | 11.4 | 8.2 | 3.8 | 1.0 | -2.2 | 3.2 |
| Temp. mín. abs. (°C)                                                                                                | -31.4 | -33.1 | -26.5 | -15.3 | -4.5 | -0.1 | 4.5 | 2.1 | -4.0 | -10.2 | -13.8 | -25.8 | -33.1 |
| Precipitación total (mm)                                                                                            | 42.0 | 30.7 | 32.4 | 36.0 | 43.3 | 45.1 | 67.6 | 49.4 | 59.9 | 45.9 | 53.1 | 50.8 | 559.5 |
| Fuente n.º 1: SMHI                                                                                                  | | | | | | | | | | | | | |
| Fuente n.º 2: SMHI Monthly Data 2002-2015                                                                           | | | | | | | | | | | | | |

## Deportes

### Fútbol
El fútbol en Västervik se remonta a la década de 1920, cuando había varios equipos de barrio en la ciudad. El equipo estaba formado por jóvenes de entre 14 y 15 años que se reunían todos los domingos para jugar al fútbol en Kostadion by Folkets Park o en Läroverksplanen. Los equipos eran extremadamente locales y tenían nombres que marcaban el barrio o la calle de donde procedía el grupo, Norrlandskamratern, Alléns IK, Södermalmskamratern, Ekdalens BK (más tarde IFK Västervik) y Höckersbo BK (más tarde Västerviks AIS) son solo algunos de los equipos que existieron.
Hoy Västervik tiene dos clubes de fútbol activos, Västerviks FF e IFK Västervik. Västerviks FF, que coloquialmente se conoce solo como VFF, es una de las asociaciones de fútbol más grandes del condado de Kalmar en términos de número de miembros con 800 miembros. VFF juega en país quinto más alto nivel de serie, División 3 . IFK Västervik fue fundado en 1919, lo que convierte al club en uno de los más antiguos del municipio de Västervik. El club juega actualmente en la División 5, que es la séptima serie más alta del país. . Tanto el VFF como el IFK juegan sus partidos en casa en Bökensved. Los derbis entre clubes generan gran interés entre los residentes de Västervik, a pesar de que el los clubes han jugado la mayor parte de su historia en las divisiones inferiores.

### Hockey sobre hielo
En 1947, IFK Västervik agregó el hockey sobre hielo a su calendario y así se convirtió en el primer club en adquirir el deporte en la ciudad. Sin embargo, tomó hasta 1949 antes de que IFK comenzara con los juegos de la serie. derribó su negocio de hockey en 1971 para centrarse únicamente en el fútbol. Esto llevó a los interesados en el hockey sobre hielo en la ciudad a decidir que Västervik tendría por primera vez un club de hockey sobre hielo puro y, por lo tanto, estableció Västerviks IK.
Västerviks IK, o simplemente VIK, juega en Hockeyallsvenskan, que es la segunda liga de hockey sobre hielo más importante del país. VIK juega sus partidos en casa en el Plivit Arena, que tiene capacidad para 2.500 espectadores. El club tiene aproximadamente 750 miembros, de los cuales 250 son jóvenes y juniors.

### Vela
Västervik es una ciudad lacustre con clubes náuticos exitosos, los dos más grandes son Westerviks Segelsällskap Wikingarna y Westerviks Segelsällskap. Cada año se organiza un gran concurso abierto para Öland.

### Autopista

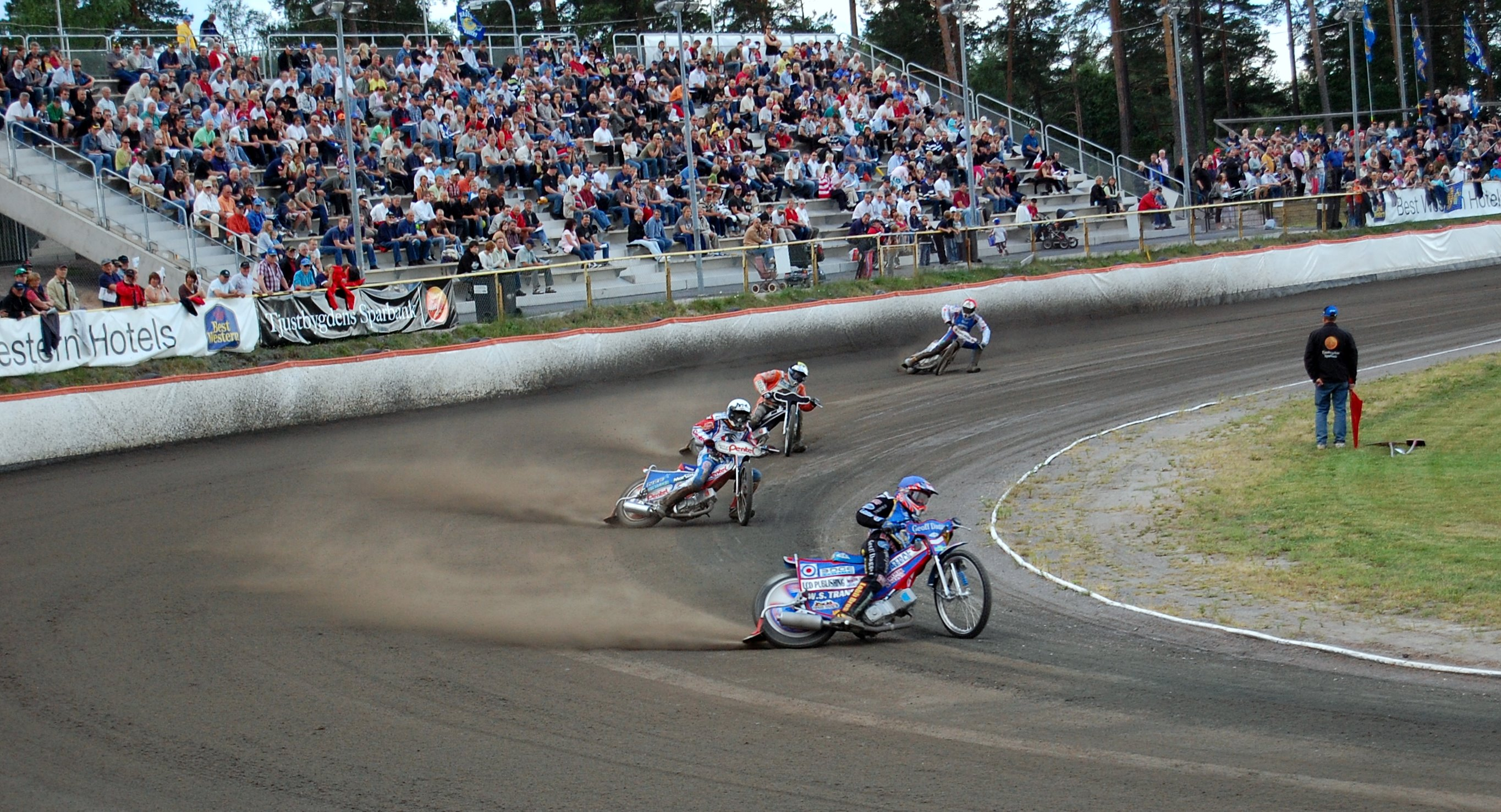
Speedway.

En Västervik también hay un exitoso equipo de carreras, Västervik Speedway. El equipo que anteriormente se llamaba Skepparna ganó SM-Gold en el año 2005.

### Golf
Hay dos campos de golf en Västervik: en Ekhagen (18 hoyos) y en Lysingsbadet (9 hoyos). También hay un campo de golf en Loftahammar en la parte norte del municipio.

### Otro
En la ciudad también hay clubes de bolos, deportes ecuestres, deportes de canoa. Una de las mayores estrellas del tenis de Suecia de todos los tiempos, Stefan Edberg, nació y se crio en Västervik. También hay escalada al aire libre de primer nivel en el área, con más de 300 cantos rodados listados.